# Daniel (sommet)
Pour les articles homonymes, voir Daniel.
Le Daniel est un sommet des Alpes, à 2 342 m, point culminant des Alpes d'Ammergau, en Autriche, dans le Land du Tyrol.